# Dubreuilville
Dubreuilville est un canton situé dans le district d'Algoma dans la province d'Ontario au Canada. Il s'agit d'une enclave dans le territoire non organisé d'Algoma Nord. 
La communauté fut fondée en 1961 par les quatre frères Dubreuil, industriels du bois et fondateurs de la première scierie du village de Magpie situé dans le canton de Michipicoten. Les frères Dubreuil se rapprochèrent de leurs exploitations forestières et fondèrent une cité ouvrière qui prit par la suite le nom de Dubreuilville et devint une municipalité en 1977.
Au recensement de 2011, la population s'élevait à 635 habitants. Au recensement de 2006, on dénotait une population à 83 % francophone et à 15 % anglophone.
Dubreuilville est situé le long du chemin de fer Algoma Central sur la route 519, à 32 km de la route 17.

## Histoire
Dans les années 1940, à Taschereau, quatre frères, qui travaillent dans une entreprise familiale, qui fabrique des portes et des fenêtres, décident de se lancer dans le sciage. Ils fondent la Dubreuil Brothers Limited à la mort de leur père, en 1945, avec seulement 1000 $ en capitaux.
Deux ans plus tard, ils s’aventurent dans les grands espaces vierges du Nord ontarien, où ils offrent leurs services de récolte du bois.
Ils réussissent en 1951 à obtenir plusieurs concessions forestières de l’Algoma Central Railway. Grâce à ce contrat en poche, ils construisent deux scieries avant de fonder le petit village de Magpie. Ils embauchent par la suite une trentaine de travailleurs de Taschereau. Les frères Dubreuil sont insatisfaits du lieu, et décident donc d’acquérir de nouvelles concessions, cette fois à quelque 25 km au nord-est de Magpie.
Dubreuilville est fondé en 1961 avec environ 200 personnes qui y déménagent à partir de Magpie, tandis que la compagnie se charge d’y transporter leurs maisons. Un an plus tard, une route sort enfin la petite communauté de son isolement en la reliant à la route Transcanadienne.

### Une communauté privée
Selon Pat Kennedy, formateur en santé et sécurité du travail à la mine Island Gold : « À sa fondation, Dubreuilville était une enclave 100 % francophone complètement isolée du reste de l’Ontario, a mentionné . On ne pouvait s’y rendre que par le train. Et quand la route a été construite, il fallait obtenir une autorisation pour l’emprunter. Si quelqu’un n’avait pas une raison valable d’aller à Dubreuilville, il devait revirer de bord. »,».

## Démographie
Alors qu’elle comptait près de 1000 habitants en 1991, Dubreuilville n’a depuis cessé de décroître. La fermeture de la scierie, en 2008, n’a guère amélioré les choses, bien que la Dubreuil Forest Products Limited. tente d’en relancer les activités. Aujourd’hui, quelque 600 personnes y demeurent. La tendance pourrait cependant s’inverser, grâce aux efforts de Mines Richmont.
Selon Christian Bourcier, vice-président aux opérations chez Mines Richmont : « Comme la mine Island Gold dispose d’environ 10 ans de réserves minérales et qu’on pourra sans doute en ajouter 10 de plus, nous voulons établir quelque chose de durable plutôt que de recourir au fly in/fly out. Pour l’instant, notre personnel loge surtout dans des camps, mais nous avons mis en place des programmes incitatifs pour les aider à faire l’achat d’une maison et s’installer à Dubreuilville ».
| 2001 | 2006 | 2011 | 2016 |
| ---- | ---- | ---- | ---- |
| 967  | 773  | 635  | 613  |

## L'Homme le plus fort au Canada
Le concours de l'homme le plus fort au Canada a eu lieu dans ce canton en 2015 et 2016. Cela a permis un grand nombre de touristes a venir participer au concours.